# Classe Saphir
Pour les articles homonymes, voir Saphir (homonymie).
La classe Saphir était une classe de sous-marins mouilleur de mines à propulsion classique diesel-électrique construits en France à l'Arsenal de Toulon dans les années 1930 pour la Marine nationale française et ayant servi durant la Seconde Guerre mondiale.

## Conception
Les sous-marins de la classe Saphir avaient un déplacement en surface de 773 tonnes et un déplacement en plongée de 940 tonnes.
 Ils mesuraient 65,9 m de long, 7,1 m de large et 4,3 m de tirant d'eau.
 La propulsion en surface était assurée par deux moteurs diesel Normand-Vickers d'une puissance totale de 1 300 ch (969 kW) et en plongée par deux moteurs électriques d'une puissance totale de 1 100 ch (810 kW) par l'intermédiaire de deux arbres d'hélices, permettant une vitesse maximale de 12 nœuds (22 km/h) en surface et de 9 nœuds (16 km/h) en plongée.
 Leur soute de 97 tonnes à gazole leur donnaient un rayon d'action en surface de 7 000 nautiques (13 000 km) à 7,5 nœuds (13,9 km/h), et de 4 000 nautiques (7 400 km) à 12 nœuds (22 km/h) et leurs batteries un rayon d'action en plongée de 80 nautiques (150 km) à 4 nœuds (7,4 km/h).
 Ils avaient un équipage de 42 hommes,.
 Les sous-marins de la classe Saphir pouvaient plonger jusqu'à 80 m (250 ft).
Ces sous-marins étaient armés de 3 tubes lance-torpilles de 550 mm et de 2 tubes lance-torpilles de 400 mm.
 Pour le combat en surface, ils étaient équipés d'un canon de 75 mm, d'une mitrailleuse double de 13,2 mm/76 AA et de 2 mitrailleuses Hotchkiss modèle 1914 de 8 mm.
Ces sous-marins étaient conçus pour mouiller des mines sans faire surface.
 Les 32 mines à orin Sautter-Harlé HS 4, portant une charge de 220 kg de tolite et utilisables par 200 m de fond.
 Ces mines étaient logées dans des puits, à l’extérieur de la coque épaisse, dans les ballasts.
 Chacun des huit puits situés de chaque bord du sous-marin contenait deux mines, disposées l’une au-dessus de l’autre.
 Arrivé au point de mouillage, le sous-marin larguait ses mines avec un système à air comprimé Normand-Fenaux (du nom de son inventeur Fernand Fenaux, ingénieur chez Normand).
 Du fait de l’allégement ainsi causé, il fallait rééquilibrer rapidement la pesée, de façon à ne pas faire surface accidentellement.

## Sous-marins
| Nom       | Début de construction | Mise à l'eau      | Opérationnel      | Destinée |
| --------- | --------------------- | ----------------- | ----------------- | --- |
| Saphir    | 25 mai 1926           | 20 décembre 1928  | 30 septembre 1930 | Désarmé à Bizerte, où il est capturé par les Italiens le 8 décembre 1942 qui le renomment FR 112. Le sous-marin a été capturé et sabordé le 15 septembre 1943 par les Allemands à Naples. |
| Turquoise | 20 octobre 1926       | 16 mai 1929       | 10 septembre 1930 | Désarmé à Bizerte, où il est capturé par les Italiens le 8 décembre 1942 qui le réarment. Il est coulé le 6 mai 1943 au large des côtes tunisiennes. Les Alliés l'ont renfloué plus tard, mais il n'a pas été réparé. Il a été rayé des listes de la flotte le 12 août 1947. |
| Nautilus  | 8 août 1927           | 21 mars 1930      | 15 juillet 1931   | Désarmé à Bizerte, où il est capturé le 8 décembre 1942 par les Italiens. Le bateau a subi une attaque aérienne le 31 janvier 1943 à Bizerte et coula. L'épave a été renflouée plus tard, mais ne fut pas réparée. Il a été rayé des listes de la flotte le 12 août 1947. Mis sur cale l'année du centenaire de la naissance de Jules Verne, il ne portera pas un nom de pierre précieuse comme ses 5 sister ships, mais celui de Nautilus, le sous-marin de "20.000 lieues sous les mers" du capitaine Némo. |
| Rubis     | 3 avril 1929          | 30 septembre 1931 | 4 avril 1933      | Utilisé par les Forces navales françaises libres avec succès à partir de 1940, rayé des listes de la flotte le 4 octobre 1949 et coulé volontairement en 1958 en Méditerranée. Le Rubis a été fait Compagnon de la Libération par le général de Gaulle. |
| Diamant   | 21 juillet 1930       | 18 mai 1933       | 20 juin 1934      | Sabordé le 27 novembre 1942, à Toulon, renfloué en mars 1943 par les Italiens. Le sous-marin a subi une attaque aérienne des forces alliées le 22 juin 1944. |
| Perle     | 21 juillet 1931       | 30 juillet 1935   | 1er mars 1937     | Il a été utilisé après le débarquement allié en Afrique du Nord par les Alliés. Le sous-marin a ensuite été envoyé aux États-Unis et le 8 juillet 1944, sur la route du retour dans l'Atlantique Nord, sur la position de 55°27' nord, 33°50' ouest, il a été coulé par méprise par un avion britannique qui l'a pris pour un U-boot allemand. |

### Source et bibliographie
- (de) Cet article est partiellement ou en totalité issu de l’article de Wikipédia en allemand intitulé « Saphir-Klasse » (voir la liste des auteurs).
- (en) Robert Gardiner et Roger Chesneau, Conway's All the World's Fighting Ships (1922-1946), 1980 [détail de l’édition]
- « Les flottilles amphibies : Le sous-marin Rubis », Marines internationales, no 3,‎ juin 1980
- Jean Meyer et Martine Acerra, Histoire de la marine française : des origines à nos jours, Rennes, éditions Ouest-France, 1994, 428 p. (ISBN 2-7373-1129-2)
- Michel Vergé-Franceschi (dir.), Dictionnaire d'Histoire maritime, Paris, éditions Robert Laffont, coll. « Bouquins », 2002, 1508 p. (ISBN 2-221-08751-8 et 2-221-09744-0)
- Alain Boulaire, La Marine française : De la Royale de Richelieu aux missions d'aujourd'hui, Quimper, éditions Palantines, 2011, 383 p. (ISBN 978-2-35678-056-0)
- Rémi Monaque, Une histoire de la marine de guerre française, Paris, éditions Perrin, 2016, 526 p. (ISBN 978-2-262-03715-4)
- Jean-Michel Roche, Dictionnaire des bâtiments de la flotte de guerre française de Colbert à nos jours, t. II : 1870-2006, Millau, J.-M. Roche, 2005, 591 p. (ISBN 2-9525917-1-7)